# Maud Menten
Maud Menten (født 20. marts 1879 i Port Lambton, Ontario, Canada; død 17. juli 1960 i Leamington, Ontario, Canada) var en canadisk mediciner og biomediciner, der forskede i enzymkinetik og immunohistokemi. Hun er mest kendt for at have formuleret Michaelis-Menten-ligningen sammen med Leonor Michaelis i 1913.